# Morris Swadesh
Morris Swadesh (n. 22 ianuarie 1909, Holyoke, Massachusetts – d. 20 iulie 1967) a fost un lingvist și antropolog din Statele Unite ale Americii, cunoscut mai ales pentru lista Swadesh.

## Viața
Morris Swadesh s-a născut în localitatea Holyoke din statul Massachusetts, într-o familie de evrei originari din Basarabia. Limba sa maternă era idișul.
A studiat la Universitatea din Chicago, unde a învățat germana și franceza, apoi la Universitatea Yale din New Haven, statul Connecticut, unde a obținut doctoratul în 1933, cu o lucrare despre nootka, o limbă amerindiană din Canada.
Între 1933 și 1937 a fost profesor asistent la Universitatea din Wisconsin – Madison, iar între 1937 și 1939 a trăit la Ciudad de Mexico, fiind director al Consiliului limbilor indigene și profesor la Institutul politehnic național și la Școala de antropologie.
Între 1939 și 1941 a funcționat ca lingvist în cadrul Ministerului apărării.
În 1948 a devenit profesor asociat la City University din New York, dar în mai 1949 a fost concediat și i-a fost retras pașaportul, din cauza ideilor și activităților sale politice de stânga, fiind unul dintre antropologii victime ale hărțuielilor campaniei anticomuniste din epoca mccarthy-smului. A lucrat ca bibliotecar la biblioteca Societății filozofice americane din Philadelphia până în 1953, după care a lucrat independent până în 1956, când s-a mutat din nou la Ciudad de Mexico, unde a fost profesor la Institutul de istorie și la Școala națională de antropologie și istorie, până la moarte.

## Activitatea
Swadesh s-a ocupat mult de limbile amerindiene din Canada, Statele Unite și Mexic, culegând date despre douăzeci de asemenea limbi. În anii 1930 a studiat mai ales limba chitimacha. Notele și publicațiile sale sunt sursa principală de informație despre această limbă dispărută între timp. În Mexic a elaborat materiale pentru alfabetizarea amerindienilor în limbile lor materne.
În timpul celui de-al Doilea Război Mondial a lucrat pentru armată, adunând materiale de referință despre limbile birmană, chineză, rusă și spaniolă, și elaborând materiale pentru predarea acestora.
A avut o contribuție însemnată în domeniul fonologiei, dezvoltând un set de principii pentru definirea fonemelor unei limbi date pe baza distribuției sunetelor. De exemplu, în limba engleză sunetul p este diferit în cuvintele pit „groapă”, upper „de sus” și spill „a răspândi”. Pronunțarea unui sunet fiind dependentă de poziția sa în cuvânt, Swadesh a arătat că aceste variante de sunet poziționale sunt „distribuite complementar”, de aceea trebuie considerate drept cazuri ale aceluiași tip de sunet sau fonem. Analiza distribuțională a devenit un procedeu general de studiere a elementelor de bază ale structurii limbilor și a rămas și în secolul al XXI-lea o parte integrantă a metodologiei lingvistice.
Swadesh a fost un pionier al lexicostatisticii. Este cunoscut mai ales pentru elaborarea listei Swadesh și aplicarea acesteia în primul rând pentru măsurarea gradului de înrudire între limbi.
A fost și pionier al glotocronologiei, o tehnică pentru estimarea timpului de divergență a două limbi înrudite, tot pe baza listei Swadesh.
Metodele lexicostatistice și glotocronologice ale lui Swadesh au fost și sunt puternic contestate, dar lista sa rămâne utilă în lingvistica comparativă, pentru studierea inițială, de bază, a limbilor, sau când nu sunt disponibile date complete.

## Publicații mai importante
- The Phonemic Principle (Principiul fonemic), Language, vol. 10, nr. 2, 1934, pp. 117–129
- A Method for Phonetic Accuracy and Speed (Metodă pentru acuratețea și rapiditatea fonetică), American Anthropologist, vol. 39, nr. 4, 1937, pp. 728–732
- Linguistics as an Instrument of Prehistory, Southwestern Journal of Anthropology, vol. 15, nr. 1, 1959, pp. 20–35
- The Origin and Diversification of Language (Originea și diversificarea limbii), ediție postumă de Joel Sherzer, Chicago, Aldine, 1971, ISBN 0-202-01001-5

## Sursă
- en  Strazny, Philipp, Morris Swadesh: critical essay, Strazny, Philipp (coord.), The Encyclopedia of Linguistics (Enciclopedia lingvisticii), New York, Fitzroy Dearborn, 2005 (accesat la 6 septembrie 2018)